# Foro de la Justicia (partido)
El Foro de la Justicia (en inglés: Justice Forum) abreviado simplemente como JEEMA (Justice, Education, Economic Revitalization, Morality and African Unity; en español: Justicia, Educación, Revitalización Económica, Moralidad y Unidad Africana) es un partido político de Uganda, muy popular entre la minoría musulmana del país.
Fue dirigido desde su fundación en la clandestinidad en 1996 por Kibirige Mayanja, quien en 2010 entregó el liderazgo del partido a Asuman Basalirwa. 
El partido apoya una ideología socioliberal, a pesar de su carácter pro-musulmán, y centra su plataforma política en el bienestar social, criticando ampliamente la situación de los derechos humanos tanto de la población en general como de los musulmanes en particular durante el régimen de Yoweri Museveni.